# Merì
Merì é uma comuna italiana da região da Sicília, província de Messina, com cerca de 2.186 habitantes. Estende-se por uma área de 1 km², tendo uma densidade populacional de 2186 hab/km². Faz fronteira com Barcellona Pozzo di Gotto, Milazzo, San Filippo del Mela, Santa Lucia del Mela.

## Demografia
| Variação demográfica do município entre 1861 e 2011                               |
|                                                                                   |
| Fonte: Istituto Nazionale di Statistica (ISTAT) - Elaboração gráfica da Wikipedia |